# Dotocryptus boreas
Dotocryptus boreas är en stekelart som beskrevs av Porter 1971. Dotocryptus boreas ingår i släktet Dotocryptus och familjen brokparasitsteklar. Inga underarter finns listade i Catalogue of Life.